# Tianjin Quanjian F.C.
Tianjin Quanjian F. C. (chineză: 天津权健; pinyin: Tiānjīn Quánjiàn) este o echipă profesionistă chinează de fotbal care participă în prezent în Chinese Super League sub licență a Asociația Chineză de Fotbal (CFA). Echipa se bazează în Tianjin și stadionul lor este Haihe Educational Football Stadium, care are o capacitate de 30.000. Proprietarii lor actuale sunt Quanjian Medicament Natural care a preluat oficial clubul de pe 7 iulie 2015.

## Lot
As of 4 March 2016 
| Nr. |                            | Poziție | Jucător                                  |
| --- | -------------------------- | ------- | ---------------------------------------- |
| 1   | Republica Populară Chineză | P       | Zhang Lu (Captain)                       |
| 2   | Republica Populară Chineză | F       | Liu Sheng                                |
| 3   | Republica Populară Chineză | F       | Wang Jie                                 |
| 4   | Republica Populară Chineză | F       | Liu Yiming                               |
| 5   | Republica Populară Chineză | F       | Yang Shanping                            |
| 7   | Republica Populară Chineză | M       | Zhao Xuri                                |
| 8   | Republica Populară Chineză | M       | Zhang Xiuwei                             |
| 9   | Brazilia                   | A       | Júnior Moraes (on loan from Dynamo Kyiv) |
| 10  | Brazilia                   | A       | Alexandre Pato                           |
| 11  | Brazilia                   | A       | Geuvânio                                 |
| 12  | Republica Populară Chineză | F       | Yan Zihao                                |
| 13  | Republica Populară Chineză | M       | Chu Jinzhao                              |
| 14  | Republica Populară Chineză | M       | Huang Long                               |

| Nr. |                            | Poziție | Jucător             |
| --- | -------------------------- | ------- | ------------------- |
| 15  | Hong Kong                  | F       | Jean-Jacques Kilama |
| 16  | Republica Populară Chineză | M       | Zheng Dalun         |
| 17  | Republica Populară Chineză | M       | Su Yuanjie          |
| 18  | Republica Populară Chineză | P       | Zhang Jin           |
| 19  | Republica Populară Chineză | M       | Wang Xiaolong       |
| 21  | Coreea de Sud              | M       | Kwon Kyung-won      |
| 22  | Republica Populară Chineză | P       | Yang Jun            |
| 25  | Republica Populară Chineză | F       | Mi Haolun           |
| 27  | Republica Populară Chineză | F       | Zhang Cheng         |
| 28  | Belgia                     | M       | Axel Witsel         |
| 29  | Republica Populară Chineză | M       | Li Xingcan          |
| 38  | Republica Populară Chineză | M       | Sun Ke              |
| 39  | Republica Populară Chineză | M       | Wang Yongpo         |